# عمر بن سالم
عمر بن سالم ولد بقرية المطوية في 6 أغسطس 1932 وهو كاتب تونسي باللّغة العربيّة.

## حياته
ولد عمر بن سالم في الجنوب التّونسي بقرية المطوية.
زاول تعليمه الابتدائي بمسقط رأسه، والثّانوي بالفرع الزّيتوني بقابس، ثم بمعهد ابن رشد الشعبة العصرية جامعة الزيتونة بتونس العاصمة. ومنه أحرز شهادة التّحصيل العصري (فلسفة) سنة 1957.
تابع تعليمه العالي بكلّيّة الآداب جامعة القاهرة، قسم الصّحافة والتّرجمة، 1958 ـ1959.
التحق بعد ذلك بالجامعة اللبنانية (دار المعلّمين العليا) ببيروت، ومنه تخرّج بإجازة تعليميّة (أستاذيّة) في اللّغة والآداب العربيّة سنة 1960.
سافر سنة 1965 إلى باريس ليواصل المرحلة الثّالثة من تعليمه العالي. أحرز سنة 1968 على شهادة دكتوراه في النّحو العربي من جامعة سوربون 3.
درّس بعد رجوعه إلى تونس بمدرسة ترشيح الأساتذة المساعدين، ثمّ بدار المعلّمين العليا بالعاصمة بداية من سنة 1970.
التحق سنة 1972 بمركز الدراسات والبحوث الاقتصادية والاجتماعية بتونس، حيث فتح قسما للدّراسات الأدبيّة والجماليّة. واشتغل في نفس المركز حتّى إحالته على التّقاعد سنة 1993.
نظم الشّعر، وكتب الدّراسة، وحقّق التّراث. كما اهتمّ بكتابة المسرح والقصّة القصيرة والرّواية. ألّف السّيناريو أيضا وقصص الأطفال. كما اهتمّ بترجمة بعض الأعمال الهامّة من الفرنسية إلى العربيّة.

## الأعمال القصصيّة
- واحة بلا ظل، دار صفاء للنّشر، تونس، 1979 (نشرت 10 سنوات بعد تأليفها بسبب الرّقابة على المطبوعات آنذاك)، أعادت الدّار التّونسيّة للنّشر طبعها 1990 (ردمك|9973121562) كما أعادت نشرها دار عالم الكتاب، تونس، 2004 [2] رواية تعالج قضايا التّعاضد وتسليط الاشتراكيّة الدّستوريّة على الفلاّحين التونسيّين في السّبعينات من القرن الماضي] [3]
- دائرة الاختناق، دار صفاء للنّشر، تونس، 1982.(ترجمها إلى الرّوسيّة فلاديمير شاغال ول. تورزهوفسكوقو بعنوان (بالروسية: Замкнутый круг) وترجمة أيضا إلى البولونيّة نشرتها مجلّة «أفريكا» في فرسوفيا). [ رواية تسجّل بطريقة خياليّة أحداث جانفي 1978، بين الحزب الحاكم آنذاك في تونس ومنظّمة الاتحاد العام التونسي للشغل. وهذه الأحداث تنعت في اليوميات التونسية بالخميس الأسود في 26 جانفي 1978.[4]
- أبو جهل الدّهّاس، الدّار التّونسيّة للنّشر، تونس، 1984. ترجمت إلى الفرنسيّة بعنوان «الباتريارش» (بالفرنسية: le patriarche)‏، دار إيكار للنّشر، باريس 1992 (ISBN|2907332112). وأعادت دار عالم الكتاب نشرها، تونس، (ردمك|20059973786246)[5]

[ رواية تطرح مشاكل المهاجرين من الجنوب التّونسي، إلى فرنسا وما ينتج عن هذه الهجرة من مآس اجتماعية واقتصادية وثقافيّة، مع التّلميح إلى فشل السّياسات الدّاعية إلى العودة واستيعاب المهاجرين، خاصّة العلماء والمفكّرين]
- الأسد والتّمثال، الدّار التّونسيّة للنّشر، تونس، 1989 (ردمك|9973120841) [ رواية على ألسنة الحيوانات، تفضح الزّعامات العربيّة المتشبّهة بالأرباب، وتشهّر بسلوكهم وسلوك المنضوين تحت لوائهم خدمة لأغراضهم الشّخصيّة في الحصول على المناصب وعلى المال والجاه]
- المليار، الدّار العربيّة للكتاب، تونس، 1994 (ردمك|9973101421) [مجموعة قصصيّة، ذات نفس اجتماعي نقدي، وفيها سبر لأغوار النّفس البشريّة في تقلّباتها المختلفة مع الظّروف الصّعبة في الحياة]
- صحري بحري، دار سحر للنّشر، تونس، 1995 (ردمك|9973763645)أعادت دار سحر للنّشر طبعها سنة 2009 (ردمك|9789973282934) [ رواية ذات أصوات مختلفة، تتطرّق إلى حياة ممثّل لطبقة راقية من طبقات مشائخ الجامع الأعظم في فترة الثّلاثينات من القرن الماضي، زمن الحماية الفرنسيّة. وفيه تشبّث تلك الطّبقة بمسايرة العصر وتقليد الأجانب في اللّباس والسّلوك وإقبالهم على اللّهو والملذّات
- مقامات اللّيل والنّهار من الجبل الأحمر إلى المنار، دار سحر للنّشر، تونس،1997 (ردمك|9973280180) [ٌمجموعة قصصيّة على شكل مقامات حديثة، تعالج قضايا اجتماعيّة ونفسانيّة على ألسنة الحيوانات والنّباتات، مصادر الإيحاء فيها التّفاوت الطّبقي في المجتمع التّونسي المعاصر. وهو ما يرمز إليه الجبل الأحمر، مقرّ الطّبقة الشعبيّة الفقيرة، والمنار والمنزه وهما حيّان للطّبقة المترفة في تونس العاصمة]
- مروان في بلاد الجان، دار سحر للنّشر، تونس، 2010 (ردمك|9789973282927) [ رواية تتطرّق بطريقة إسقاطيّة إلى الصّراع القائم على كوكبنا بين القوى العظمى للسّيطرة على مقدّرات الشّعوب المستضعفة وعلى أرضها ومائها وما يحيط بها من فضاء. وكيف تحاول هذه الشّعوب التّصدّي للهيمنة الاستعماريّة المستشرية والدّفاع عن أوطانها وعن محيطها الطّبيعي والحفاظ على بيئتها سليمة من كلّ تلوّث خارجي، مهما كان نوعه ومأتاه] أحرز عمر بن سالم على الكومار الذهبي الجائزة التقديرية بالعربية 2010 [6]
- طيور من بلادي: العقاب الملكي، دار سحر للنشر، 2010 (ردمك|9789973283023) [ قصة للأطفال لها جانب علمي وجانب أدبي]
- طيور من بلادي: البوم، دار سحر للنشر، 2010 (ردمك|9789973283016) [ قصة للأطفال لها جانب علمي وجانب أدبي]
- طيور من بلادي: اللّقلق، دار سحر للنشر، 2010 (ردمك|9789973282989) [ قصة للأطفال لها جانب علمي وجانب أدبي]
- طيور من بلادي: الحبارى، دار سحر للنشر، 2010 (ردمك|9789973282996) [ قصة للأطفال لها جانب علمي وجانب أدبي]
- طيور من بلادي: النّحام، دار سحر للنشر، 2010 (ردمك|9789973282972) [ قصة للأطفال لها جانب علمي وجانب أدبي]
- طيور من بلادي: الهدهد، دار سحر للنشر، 2010 (ردمك|9789973283009) [ قصة للأطفال لها جانب علمي وجانب أدبي]
- حكايات أمّي الصّالحة، دار سحر للنّشر، تونس، 2011 (ردمك|9789973283450) [مجموعة قصصيّة]، نقلها الرّاوي عن جدّته العجوز خلال الأسمار، الّتي كانت تحييها لأحفادها خلال ليالي الشّتاء في غرفتها قبل خلودها إلى النّوم. والحكايات عبارة عن سرد لبعض الوقائع التّاريخيّة المعاصرة لهذه الجدّة، وللمغامرات الّتي عاشتها في حياتها، والّتي تقلّبت خلالها من قرية المطوية بالجنوب التّونسي إلى ليبيا، وهي صبيّة، ثمّ إلى تونس العاصمة، عندما شبّت، وأخيرا عودتها إلى القرية واستقرارها فيها بين أهلها وذويها.[7]
- طعوم وروائح، دار سحر للنّشر، تونس، 2012 (ردمك|9789973283474) [قصص] مبنية على تعدّد الرّواية والتّوارد التّسلسلي للإيحاء بين عناصر القصّ. وقد تطرّقت هذه المجموعة إلى عدد من الطّعوم والرّوائح التي علقت في ذاكرة أصحابها من الرّواة، إما بسبب الوقائع والظّروف المحيطة بهم، أو بسبب مواقفهم منها زمن الأحداث. وتظهر الشخوص القائمة بالسّرد في هذه المجموعة متباعدة المشارب، متباينة التكوين، مختلفة البيئات، وهي تتعامل مع هذه الطّعوم والرّوائح من وجهة نظرها، متحررة من كل المركّبات النّفسيّة ومن الضغوط الاجتماعيّة وكل ما تفرضه القيود القيميّة على المتعاملين معها في الحياة. وقصص المجموعة على تنوعها في المواضيع وفي الأزمنة والأمكنة تنبع من معين الذّكرى وتصبّ في وادي الحنين.
- أساطير مطويّة ، دار سحر للنّشر، تونس، 2012 (ردمك|9789973283658) [مجموعة قصصيّة] متداولة من الميثولوجيا المحلية لواحة المطوية بجنوب شرق تونس، وقعت لأبطال حفِظ المخيال الشعبي للأهالي ذكرهم، ووصف حياتهم، وسجّل وقائعهم ومغامراتهم داخل محيط البلدة وفي البراري والوهاد التابعة لها. فكأنّ هذه الأساطير إعادة للتركيبة الجيولوجية لأراض القرية وأوديتها وعيونها، كما هي إنشاء للعلاقات الأنثروبولوجية والثقافية، التي تربط بين عناصرها السّكّانية المتنوّعة الأصول والأعراق. ومن خلال هذه الأساطير يمكن للقارئ أن يطّلع على الدّور الذي لعبته هذه الواحة في ربط أواصر الألفة بين أهلها، وبين من يحطّ بها الرّحال من العابرين لطريق القوافل التي تشقّها. وبمناسبة خروج هذه المجموعة القصصيّة، كرمة جمعية أحباء المكتبة والكتاب بالمطوية والنّادي المطوي للتّعارف والتّعاون بالتنسيق مع المندوبية الجهوية للثقافة بڨابس الأديب عمر بن سالم يوم 23/06/2012 [8][9]
- من الذّاكرة الشّعبيّة (أقوال وأمثال)، دار سحر للنّشر، تونس، 2014. (ردمك|9789973284273) [مجموعة قصصيّة] تطرّق الرّوائي في هذه المجموعة القصصيّة إلى شذرات من سير بعض الشّخوص، الّتي عايشها في مسقط رأسه ببلدة المطوية في النّصف الأوّل من القرن العشرين. وقد ركّب المؤلّف هذه التّراجم والسّير على المتداول من الأقوال والأمثال، وعلى الأبيات الشّعريّة المقتبسة من التراث الشّعبي المتنامي في هذه البلدة التّابعة للجنوب التّونسي.
- التغريبة الثانية لبني هلال (رواية من السّير والأخبار)، دار سحر للنّشر، تونس، 2016. (ردمك|9789973284860). موضوع هذه الرّواية هو كيفية استغلال حركة النهضة، للالثّورة التّونسيّة وطريقة تمكّنها من حصد أصوات الشعب في انتخابات المجلس الوطني التأسيسي التونسي، وقد قابل الرّوائيّ حملة أعضاء حركة الاتجاه الإسلامي على المجتمع التّونسي المسالم بالزّحفة الهلاليّة على الشّمال الإفريقي في أواسط القرن الخامس الهجري (الحادي عشر الميلادي)، والّتي ارتكزت آنذاك على النّعرة العرقيّة بين العرب والبربر. والدّافع إلى هذه المقابلة هو ما نتج عن تلك الثّورة من فوضى عارمة، ومن تخريب وعيث، ومن إحياء للعصبيّات القبليّة والجهويّة، وما انتشر خلالها من دعوة إلى التّزمّت  والانغلاق...
- خرافات عمّي الهادي، دار سحر للنّشر، تونس، 2017. (ردمك|9789973285119). [مجموعة قصصيّة] تتمثّل فيها الشّخوص البشريّة وغير البشريّة في صاعة تعبّر عن هموم أصحابها، وتبرز العلاقات المتأزّمة عادة بين الأبطال ومحيطهم الطّبيعي والاجتماعي.
- ترنيمات وأهازيج، دار سحر للنّشر، تونس، 2019. (ردمك|9789973285379). مجموعة ترنيمات وأهازيج رتبت حسب التدرّج العمري للصّغار ومع هذا النص رسوم لليلى عمامو.
- ترنيمات وأهازيج 2، دار سحر للنّشر، تونس، 2019. (ردمك|9789973285669).[10] مجموعة ترنيمات وأهازيج رتبت حسب التدرّج العمري للصّغار ومع هذا النص رسوم لليلى عمامو.
- ترنيمات وأهازيج 3 ، دار سحر للنّشر، تونس، 2019. (ردمك|9789973285676). مجموعة ترنيمات وأهازيج رتبت حسب التدرّج العمري للصّغار ومع هذا النص رسوم لليلى عمامو.
- هجرة العنز جلجال إلى بلاد الشّمال، دار سحر للنّشر، تونس، 2021.(ردمك|9789973285881).[11] تركّزت هذه الرواية على قضايا الهجرة غير الشّرعيّة من الأقطار الإفريقيّة إلى أوروبّا، وما يلاقيه المهاجرون خلالها من عقبات، قبل وصولهم إلى البلاد المقصودة، وعند إقامتهم فيها بعد ذلك، إن قدّرلهم البقاء. وقد اختار المؤلّف عنزا وجديها لتقمّص دوري البطلين فيها، ترغيبا في المطالعة، وتقريبا للأحداث.

## الآثار المسرحيّة
- يوم اللاّت، منشورات اتّحاد الكتاب العرب، مطبعة الكاتب العربي، دمشق، 1979. [نصّ مسرحي إسقاطي، يتناول فيه الأديب حدثا تاريخيا بارزا قبل الإسلام، يمثل محاولة «الفطيون» ملك اليهود وكاهنهم الأكبر أن يتسلط بمن حوله من مرابين ومستثمرين على الطائف ليطرد أبناءها الأصليين عرب ثقيف. والكاتب يسقط هذا الحدث التاريخي بشكل واضح على الصراع العربي - الصهيوني في عودة إلى جذور هذا الصراع ليؤكد أنه لا بد لمن يتعرضون للابتزاز من أن يجمعوا صفوفهم ويثوروا ليستطيعوا ان يعيشوا بسلام.
- عشتاروت، دار الجنوب للنّشر في سلسلة روائع المعاصرة، تونس، 1984. أعيد طبعها في دار عالم الكتاب، تونس، 2004. (رمدك|7157869973) [12] [ مسرحيّة رمزيّة، موضوعها تأليه الشّخصيّة لنفسها وفرض سلطانها على الخاضعين لها. ثمّ ثورة الرّاغبين في التّحرّر من ربقة العبوديّة على هذا الإلاه الغاشم والإطاحة بعرشه]
- برج بابل، الدّار التّونسيّة للنّشر، تونس، 1991 (ردمك|9973121805) أعيد طبعها (ردمك|9973121821) [ نصّ مسرحي يعالج قضايا تسلّط الدّول الغربيّة على العالم الثّالث بما أوتيت من وسائل تكنولوجيّة متقدّمة وما لها من أساليب حديثة في الهيمنة والاستعمار]
- ليلى والسّلطان، مجلّة المسار، العدد 11، خريف 1991. أعيد نشرها مع أسفار العهد الغابر [ نصّ مسرحي غنائي، يطرح قضايا توق البشر إلى الحرّية، ومقاومتهم لكلّ مظاهر التجبّر والعسف]
- أسفار العهد الغابر، دار سحر للنّشر، تونس، 1995 (ردمك|9973763424) [مسرحيّة قوميّة إسقاطيّة. موضوعها الاستعمار الاستيطاني الصّهيوني في أرض فلسطين]
- السّجّان، دار سحر للنّشر، تونس،2015 (ردمك|9789973284556) [كتبة هذه المسرحيّة في الثّمانينات من القرن الماضي، يوم كان النّظام القائم في تونس بيد مجموعة من الجلاّدين والانتهازيّين المؤتمرين بأوامر القهرمانات وأتباعهنّ في بلاط «الملك الصّالح»، بينما كان الدّراويش من أصحاب الطّريقة البرديّة يعدّون العدّة للانقضاض عليهم والإطاحة بهم والاستيلاء على الحكم بدلهم.]

## الدّراسات الأدبيّة وتحقيق التّراث
- ابن دريد، حياته آثاره وتأثيره [بالفرنسيّة]، السّربون،1968. رسالة دكتوراه، مركز الدّراسات الإسلاميّة، جامعة باريس 3
- ديوان ابن دريد، الدّار التّونسيّة للنّشر، تونس،1973. [ تحقيق لآثار ابن دريد شعرا ونثرا، عدا الجمهرة وكتاب الاشتقاق]
- ديوان علي الغراب، الدّار التّونسيّة للنّشر، تونس، 1974. [ تحقيق بالاشتراك مع محمّد الهادي المطوي للآثار المتبقّية لهذا الشّاعر الفحل]
- قابادو حياته، آثاره وتفكيره الإصلاحي، مركز الدّراسات والبحوث الاقتصاديّة والاجتماعيّة، تونس، 1975. [دراسة تشمل حركة الإصلاح والتّجديد في تونس خلال القرن التّاسع عشر]
- ديوان قابادو، مركز الدراسات والبحوث الاقتصادية والاجتماعية، تونس، 1984. [ تحقيق الأعمال الكاملة لقابادو التونسي هذا الشّاعر والنّاثر الملهم، في مجلّدين]
- علي الغراب حياته وأدبه، مركز الدراسات والبحوث الاقتصادية والاجتماعية، تونس، 1987. [ دراسة بالاشتراك مع محمّد الهادي المطوي]
- الأدب التّونسي في العهدين المرادي والحسيني، بيت الحكمة، قرطاج، 1989. [ دراسة مشتركة مع عدد من الزّملاء من كلّية الآداب بتونس]
- اتّحاد الكتّاب التّونسيّين، القانون الأساسي وتراجم الأعضاء، بيت الحكمة، قرطاج، 1989.(ردمك|997391130X) [ معجم تراجم كتّاب اتّحاد الكتّاب التّونسيّين]
- مختارات من الأدب التّونسي في العهدين المرادي والحسيني، بيت الحكمة، قرطاج، 1990 [انتقاء بالاشتراك مع المجموعة السّابقة من الأساتذة الجامعيّين]
- مختارات قصصيّة لكتّاب تونسيّين، الدّار العربيّة للكتاب، تونس، 1990 [ يحتوي هذا المجلّد على ترجمات قصيرة لكتّاب القصّة التّونسيّة المعاصرة ونماذج من قصصهم]
- مختارات لشعراء تونسيّين، الدّار العربيّة للكتاب، تونس، 1992 (ردمك|9973101081) [ يشمل هذا السّفر، المرتّب على حروف المعجم، على تراجم مختصرة للّشعراء المنتمين لاتّحاد الكتّاب التّونسيّين، وقصائد اختاروها لأنفسهم من دواوينهم المنشورة والمخطوطة أحيانا]
- الرّصيد المسرحي بوزارة الثّقافة، مركز الدراسات والبحوث الاقتصادية والاجتماعية، تونس، 1993 [يحتوي هذا الفهرست على المسرحيّات الّتي تقدّم بها الكتّاب التّونسيّين إلى لجنة الرّقابة في وزارة الإشراف قصد نيلهم تأشيرة للعرض أمام الجمهور، وبالتّالي نشر الأثر إن كان من المسرح المقروء]

## المؤلّفات المترجمة
- البحر الأبيض المتوسّط، دار أليف، منشورات البحر المتوسّط، تونس، 1990 (ردمك|9973716485) [ أعمال ملتقى متعدّد الاختصاص لعلماء وبحّاثين مهتمّين بالبيئة المتوسّطيّة جغرافيّا وتاريخيّا واجتماعيّا، وقد نشرت هذه الأعمال في مجلّدين، أشرف عليهما فرناند برودال (بالفرنسية: Fernand Braudel)‏ في دار فلاماريون بباريس سنة 1986]

## بحوث ودراسات
- أربع سنوات من حياة، مجلّة قصص، العدد 18، ص 93 ـ137، نادي القصّة بالورديّة، تونس، 1971.
- البنية الصّوتيّة ز علاقتها بالمضمون في القصيدة العربيّة الكلاسيكيّة، المجلّة التّونسيّة للعلوم الاجتماعيّة، مركز الدراسات والبحوث الاقتصادية والاجتماعية، تونس، 1975 [ في 12 صفحة].
- تطوّر لغة الحوار في القصّة التّونسيّة، قضايا الأدب العربي، سلسلة الدّراسات الأدبيّة رقم 2، ص 98 ـ 138، مركز الدراسات والبحوث الاقتصادية والاجتماعية، تونس، 1978.
- المقاييس النّقديّة بين التّحجّر والتّغريب، المجلّة التّونسيّة للعلوم الاجتماعيّة، العدد 60، ص 7-14، مركز الدراسات والبحوث الاقتصادية والاجتماعية، تونس، 1980.
- التّعبير الثّوري في القصّة التّونسيّة، المجلّة التّونسيّة للعلوم الاجتماعيّة، مركز الدراسات والبحوث الاقتصادية والاجتماعية، تونس 1980
- دور النصّ المسرحي في أداء الثّورة، المجلّة التّونسيّة للعلوم الاجتماعيّة، مركز الدراسات والبحوث الاقتصادية والاجتماعية، تونس، 1980. [أعادت نشره مجلّة مسرح، العدد 2، ص 29 ـ43، وزارة الثّقافة، تونس، 1983]
- التّعبير الثّوري في الكتابة الرّوائيّة والمسرحيّة، المجلّة التّونسيّة للعلوم الاجتماعيّة، العدد 61 ص 5 ـ40، مركز الدّراسات والبحوث الاقتصاديّة والاجتماعيّة، تونس، 1980.
- التّسلسل الإيحائي في الشّعر العربي، تطبيق على قصيدة للمتنبّي، المجلّة التّونسيّة للعلوم الاجتماعيّة، العدد 63، ص14 ـ55، مركز الدراسات والبحوث الاقتصادية والاجتماعية، تونس، 1980
- دور النّقد الشّفوي في نادي القصّة بتونس، المجلّة التّونسيّة للعلوم الاجتماعيّة، العدد 67، ص107 ـ132. مركز الدراسات والبحوث الاقتصادية والاجتماعية، تونس، 1981.
- موقع المثقّفين ودورهم في معالجة أزمة الدّيمقراطيّة في الوطن العربي، منشورات الاتّحاد العام للأدباء والكتّاب العرب، عدن ـ صنعاء، نوفمبر ـ ديسمبر، دمشق، 1981 [ في 21 صفحة].
- النّقد المسموع والنّقد المطبوع، نادي القصّة بالورديّة. المجلّة التوّنسيّة للعلوم الاجتماعيّة، مركز الدراسات والبحوث الاقتصادية والاجتماعية، تونس، 1981 [ في 32 صفحة].
- عقد الصّلات الثّقافيّة والإعلاميّة مع القوى التّقدّميّة المعادية للأمبرياليّة والصّهيونيّة، دار ابن رشيق، تونس 1983 [تمهيد واقتراح في 8 صفحات].
- استعمال الوسائط في الحصول على الخطط في تونس خلال القرن التّاسع عشر، مثال قابادو. مهرجان ابن أبي الضّياف، سليانة، منشورات مجلّة ابن أبي الضّياف، سليانة، 1983
- الرّقابة الذّاتيّة على النصّ المسرحي، فضاءات مسرحيّة، العدد 1، 36 ـ 66، وزارة الثّقافة، تونس، 1985.
- المثقّف العربي، سماته ودوره المحتمل في تغيير الوضع القومي الرّاهن، الملتقى الثّاني للجامعيّين التونسيّين والمصريّين حول مستقبل الثّقافة العربيّة، مارس، القاهرة، 1985[ في 19 صفحة]
- الإسقاط الفنّي في التأليف المسرحي، ثلاثون سنة من المسرح التّونسي، ص 78 ـ 91، وزارة الثّقافة والإعلام، تونس، 1989.
- التّدريب الرّياضي الحديث في كرة القدم [بالاشتراك مع كمال البنزرتي]، مركزالنشرالجامعي، تونس،2007 (رمدك|9789973374004)

## اللّوحات المسرحيّة والقصص القصيرة والفصول الرّوائيّة
- منبر حرّ [ قصّة قصيرة]، مجلّة قصص، عدد 11، ص 5 ـ 10، نادي القصّة، تونس، 1969.
- الخليقة النّاقصة [ لوحة مسرحيّة]، مجلّة قصص، عدد 15، ص 28 ـ33، نادي القصّة، تونس، 1970
- مجلس أنس [ لوحة مسرحيّة، مجلّة قصص، عدد 16، ص 11 ـ17، نادي القصّة، تونس، 1970.
- عندما تعرق قرون بعل [ لوحة مسرحيّة ]، مجلّة قصص، عدد 17، ص 18 ـ 27، نادي القصّة، تونس، 1970.
- ما هكذا يختلّ التّوازن [ لوحة مسرحيّة]، مجلّة قصص، عدد 20، ص 5 ـ 8، نادي القصّة، تونس، 1971.
- وقهقهت الجمال فانشقّت مشافرها [ لوحة مسرحيّة]، مجلّة قصص، العدد 22، ص 13 ـ 16، نادي القصّة، تونس، 1972
- احمرّت العيون وأبيضّت الشّفاه[ لوحة مسرحيّة ]، الحياة الثّقافيّة، العدد 1، ص 60 ـ61، وزارة الثّقافة، تونس، جوان 1975.
- من تحجّرت طينته فقد مات [ لوحة مسرحيّة ]، الحياة الثّقافيّة، العدد 3، ص 17 ـ27، وزارة الثّقافة، تونس، أكتوبر 1975. أعيد نشرها في مختارات قصصيّة للمؤلّف.
- ادرس طبائع النّاس وعدّل المقياس [ لوحة مسرحيّة]، مجلّة قصص، العدد 33، ص، 25 ـ29، نادي القصّة تونس، 1977.
- الدّخول في المفاوضات [ لوحة مسرحيّة]، جريدة بلادي الأسبوعيّة، ص 24، تونس، مارس، 1979.
- وتورّمت الشّفاه [ٌ لوحة مسرحيّة]، مجلّة قصص، العدد 39، ص، 5 ـ 8، نادي القصّة، تونس، 1979.
- كومندوس المعذّبين [ فصل من رواية دائرة الاختناق ]، الحياة الثّقافيّة، السّنة 6، العدد 14. 15، ص 55 ـ65، وزارة الثّقافة، تونس، 1981.
- الشّقّة 78، [ فصل من رواية دائرة الاختناق]، مجلّة قصص، العدد 35. 54، ص 55 ـ65، نادي القصّة، تونس،1981.
- الرّخاتمة الغوطيّة [ قصّة قصيرة]، الحياة الثّقافيّة، السنة 7، العدد 22. 23، وزارة الثّقافة، تونس، 1982.ترجمت إلى الفرنسيّة.
- الضّمائر الصّفراء [ قصّة قصيرة]، مجلّة قصص، العدد 59، ص14 ـ21، نادي القصّة، تونس، 1983
- بنت الزّاوية [ قصّة قصيرة]، الحياة الثّقافيّة، العدد 45، ص 138 ـ141، وزارة الثّقافة، تونس 1987.
- المليار [ قصّة قصيرة]، مجلّة المسار، عدد 2، ص 129 ـ133، اتّحاد الكتّاب، تونس، 1989.
- نافذة على الميدان [ قصّة قصيرة]، مجلّة المسار، عدد 8، ص 116 ـ123، اتّحاد الكتّاب، تونس،1990.

## أعمال أخرى في التّرجمة والنّقد
- ردّ زيارة لأحمد ممّو الأديب المهندس، مجلّة قصص، العدد 52، ص 85 ـ 102، نادي القصّة، تونس، 1981.
- حوار مع الموت [ ترجمة لقصيدة الشّاعر البولوني يانوش بشيمانوفسكي من ديوانه «باقة زهور لغير الزّواج»]، الحياة في غرفة العمليّات [ ترجمة لفصل من رواية «ورم» للكاتبة البولونيّة صوفيا بيستشسكا]، الحياة الثّقافيّة، السنة 6، العدد 18، ص 85 ـ86، وزارة الثّقافة، تونس، 1981.
- الثّقافيّة، السنة 6، العدد 18 ص، 87 ـ88، وزارة الثّقافة، تونس، 1981.
- نظرة في رواية «الحركة وانتكاس الشّمس» لمحمّد الهادي بن صالح، مجلّة قصص، العدد 58، ص 30 ـ33، نادي القصّة، تونس، 1982.
- جزيرة اللّوتس [ترجمة لتعليق على قصّة فيلم «جزيرة اللوّتس» للمخرج حافظ بوعصيدة وإنتاج الساتباك] قمرت، 1984.